# Bent Herskind
Bent Herskind (* 14. Dezember 1931 in Kopenhagen; † 7. Dezember 2021) war ein dänischer experimenteller Kernphysiker.
Herskind war seit 1956 am Niels-Bohr-Institut (NBI) in Kopenhagen als Forschungsassistent. Er entwickelte dort Elektronik für Experimente am Van-de-Graaff-Beschleuniger und danach am Tandem Beschleuniger (TAL, dann NBITAL).  1966 wurde er leitender Wissenschaftler (Amanuensis) am NBI. 1966/67 war er zu einem Forschungsaufenthalt an der University of Wisconsin–Madison. 1990 wurde er Dozent am NBI und 2002 ging er beim NBI offiziell in den Ruhestand, blieb aber weiter wissenschaftlich aktiv.
Er entwickelte mit Peter Twin den TESSA Detektor (Escape Suppression Detector), verwendet zur Beobachtung der Gammastrahl Kaskaden hochangeregter, schnell rotierender Kerne. Dazu müssen die abgegebenen Gammaquanten möglichst vollständig registriert werde, wozu möglichst viele kugelförmig um das Target angeordnete Detektoren nötig sind (Ballanordnung). TESSA war ab 1980 am NBI und die Fortentwicklungen TESSA 1 bis 3 in Daresbury. Später war er an NORDBALL (1985–1998, NBI) und EUROBALL (EB) beteiligt und war 1989 bis 1992 und 1997 Vorstand von dessen Leitungsgremium und 1993 bis 1996 von der Gruppe zur Datenanalyse der EB Experimente.
Er untersuchte unter anderem die Dipol-Riesenresonanz in heißen (das heißt hoch angeregten) Kernen, Dämpfung von Rotations- und Kollektiv-Anregungen in warmen Kernen, Superdeformierten Kernen und Kernen mit noch exotischeren Formen.
1971 wurde er Professor am NBI. 1974 wurde er an der Universität Kopenhagen promoviert (Ph. D.). 1990 wurde er Ehrendoktor der Universität Lund. 1990 wurde er Mitglied der Dänischen Akademie für Naturwissenschaft.
Er war Mitherausgeber von Hyperfine Interaction, Zeitschrift für Physik A (von 1985 bis 1995) und dessen Nachfolger European Physics Journal A (bis 1997).  In den 1980er Jahren war er Berater am Lawrence Berkeley National Laboratory. Er war 1975 Gastprofessor an den Laboratorien in Chalk River (Kanada) und 1982 und 1987 am Oak Ridge National Laboratory.
2004 erhielt er mit Peter J. Twin den Lise-Meitner-Preis.